# Lotnisko im. gen. Jindřicha Hanáka
Lotnisko im. gen. Jindřicha Hanáka – nieistniejące już lotnisko niedaleko miasta Dolní Benešov w Czechosłowacji (teren obecnych Czech). Funkcjonowało w latach 1928–1958.

## Historia
W 1925 roku powstała komisja mająca na celu znalezienie odpowiedniego miejsca na budowę cywilnego lotniska pod Ostrawą. Rozmaite problemy spowodowały jednak, że Ministerstwo Robót Publicznych zdecydowało się na budowę lotniska w nieco oddalonym od Ostrawy Dolním Benešovie (właściwie na polu położonym między miejscowościami Dolní Benešov, Bohuslavice i Bolatice), stworzenie lotniska w Ostrawie odkładając na nieokreśloną przyszłość. Duże zasługi dla powstania lotniska miał gen. Jindřich Hanák, którego imieniem zostało ono później nazwane.
Uroczyste otwarcie nowego lotniska miało miejsce 16 września 1928 roku. Na otwarcie przybyło od 8 do 10 tys. ludzi, gośćmi byli m.in. gen. Jindřich Hanák oraz przedstawiciele Ministerstwa Obrony Narodowej i Ministerstwa Robót Publicznych. Całkowita powierzchnia terenu lotniska wynosiła 77 ha. Początkowo właścicielem obiektu była Masarykova letecká liga, później odsprzedała go państwu i od 1 stycznia 1932 roku była jego najemcą. W lutym 1935 roku linie lotnicze ČSA uruchomiły pierwsze cywilne połączenie lotnicze pomiędzy Pragą a Ostrawą. Rejsy odbywały się z międzylądowaniem w Hradcu Králové. Pasażerowie byli zabierani na lotnisko z Placu Masaryka na godzinę przed odlotem (podróż z Ostrawy na lotnisko zajmowała ok. 30–40 minut). W 1935 roku w Dolním Benešovie powstał również oddział żandarmerii lotniczej. 1 czerwca 1936 roku w związku z budową przygranicznych fortyfikacji wstrzymano działanie lotniska. Połączenie z lotniska w Dolním Benešovie organizowane przez ČSA nie zostało już później wznowione. W 1937 roku ČSA reaktywowała loty między Pragą i Ostrawą, ale były one już realizowane z lotniska Hrabůvka.
Po układzie monachijskim Dolní Benešov znalazł się w granicach Niemiec, a obiekt przejęła Luftwaffe. Początkowo na lotnisku umieszczono tylko kilka samolotów, ale z czasem wykorzystanie obiektu wzrosło, prowadzono na nim szkolenia i używano go przy obronie przed nacierającą Armią Czerwoną pod koniec II wojny światowej. W dniach 15–16 kwietnia 1945 roku lotnisko zostało ewakuowane, następnie przejęła je armia radziecka. W lipcu 1945 roku obiekt został przekazany wojsku czechosłowackiemu.
Od maja 1946 roku działała przy lotnisku szkoła lotnicza. W pierwszej połowie lat 50. armia opuściła obiekt, był on jednak wciąż używany przez organizację paramilitarną Svazarm. Pod koniec lat 50. XX wieku, gdy budowany był port lotniczy Ostrava-Mošnov, szukano miejsca pod rezerwowe lotnisko dla wojska. Początkowo planowano rozbudowę lotniska Dolní Benešov, ale ostatecznie zdecydowano się na budowę od podstaw nowego lotniska w nieodległej lokalizacji (w Zábřehu, dzielnicy Dolnego Benešova). W 1958 roku zamknięto lotnisko Dolní Benešov, z czasem stopniowo zlikwidowano elementy jego infrastruktury, w tym cywilny hangar, w miejscu którego dziś znajduje się tablica informacyjna przypominająca o istnieniu dawnego lotniska. Nowe lotnisko w Zábřehu otwarto w 1960 roku.